# Sergio Benvenuti
Sergio Benvenuti (Lucca, 1932 – Impruneta, 2015) è stato uno scultore, scenografo e medaglista italiano.

## Biografia
Frequentò l'Accademia di belle arti di Firenze a fu allievo di Mario Moschi. 
È stato poi collaboratore di Antonio Berti, assistendolo tra l'altro nel periodo in cui fu scultore ufficiale del Vaticano e nel monumento ad Alcide De Gasperi a Trento, del 1956.
Dal 1956 è stato membro aggregato dell'Accademia delle arti del disegno, onorario dal 1990 ed emerito dal 2007, ed ha anche insegnato al Liceo artistico di Firenze.
Ha portato avanti con successo negli anni l'attività di scultore in Italia e all'estero. Tra le sue opere più importanti la fontana dei Due Oceani di San Diego (1984) e la Cavalcata del Broncos Stadium vicino a Denver (2001), negli Stati Uniti. La sua serie di Ballerine venne acquistata da una catena di grandi magazzini giapponese ed esposta a Tokyo e Kyoto.
Ha lavorato come incisore in numerose opere commemorative per eventi, anniversari ed avvenimenti, quali la produzione di medaglie aventi ad oggetto San Paolo VI, Dante Alighieri, la Visita a Firenze per l'alluvione di Natale 1966, San Giovanni Paolo II, il 600º anniversario di santa Rita da Cascia, il 100° della Marina Militare (14-07-1961), la Collezione segreta di Pompei (incisa nel 1979 su 19 lingottini in argento in occasione dell'anniversario dell'eruzione del Vesuvio).
Ha inoltre lavorato spesso come scenografo teatrale, progettando molti allestimenti operistici per il Teatro Comunale di Firenze e La Scala di Milano.
Ha vissuto e lavorato a Greve in Chianti.